# آلفونسو ریس
آلفونسو ریس (اسپانیایی: Alfonso Reyes‎؛ زادهٔ ۱۹ سپتامبر ۱۹۷۱) بازیکن بسکتبال اهل اسپانیا بود.
وی در مسابقات کشوری و بین‌المللی در مجموع برندهٔ ۲ مدال نقره، ۲ مدال برنز شده‌است.